# Volta a Escòcia
La Volta a Escòcia, coneguda també com a Scottish Milk Race i posteriorment com a Scottish Health Race, va una competició ciclista per etapes que es disputa anualment a Escòcia. En un principi reservada a corredors locals, a partir de la dècada de 1960, comencen a participar ciclistes internacionals de categoria amateur.

## Palmarès parcial
| Any       | Vencedor             | Segon               | Tercer                |
| --------- | -------------------- | ------------------- | --------------------- |
| 1957      | Ken Laidlaw          | Jimmy Rae           | Archie McPherson      |
| 1958      | Jimmy Rae            | Johnny O'Sullivan   | Norman Taylor         |
| 1959      | Ian Moore            | D. Tarr             | Norman Baty           |
| 1964      | Ian Thomson          | Billy Warnock       | Allan Richardson      |
| 1965      | Pavel Dolezel        | John Bettinson      | Norman Baty           |
| 1966      | Andy McGhee          | John McMillan       | Billy Bilsland        |
| 1967      | René Pijnen          | Joop Zoetemelk      | Richard Cromack       |
| 1968      | Peter Buckley        | Józef Gawliczek     | Danny Horton          |
| 1969      | Brian Joly           | Danny Horton        | Anton Bartonicek      |
| 1970      | Wojciek Matusiak     | Aloïs Holik         | Ben Jambroers         |
| 1971      | John Clewarth        | Claude Ayguesparses | Peter Doyle           |
| 1972      | Ryszard Szurkowski   | Jean-Claude Meunier | Stanisław Szozda      |
| 1973      | Clyde Sefton         | Jan Vanderstappen   | Doug Dailey           |
| 1974      | Kevin Apter          | Jiri Bartolsic      | Hans-Joachim Hartnick |
| 1975      | Mieczysław Nowicki   | Ryszard Szurkowski  | Tadeusz Mytnik        |
| 1976      | Ludek Kubias         | Ronnie Dillen       | Jiri Bartolsic        |
| 1977      | Sid Barras           | Stanisław Szozda    | Michael Klasa         |
| 1978      | Gery Verlinden       | Rudy Pevenage       | Jiri Bartolsic        |
| 1979-1980 | No disputada         |                     |                       |
| 1981      | Milan Jurco          | Jiří Škoda          | Alipi Kostadinov      |
| 1982      | Ole Kristian Silseth | Glen Taylor         | Steve Lawrence        |
| 1983      | Jamie McGahan        | John Pirard         | Oddbjoern Andersen    |